# Concierge
Concierge é o profissional responsável por auxiliar clientes de hoteis, cruzeiros, entre outros, em qualquer pedido que estes tenham relativos a sua estada no estabelecimento, ou na viagem. Desempenha um papel de ajuda a todos integrantes do hotel, fazendo tarefas quando solicitadas.
Concierge é um termo da língua francesa e que pode ser traduzido literalmente como “porteiro” para o português.
O cargo de concierge é uma posição padrão na indústria hoteleira, envolvendo o profissional responsável por atender tanto às necessidades básicas quanto às especiais dos hóspedes.
Dentro das atribuições principais do concierge de hotel, inclui-se o controle das entradas e saídas dos hóspedes, assim como a prestação de serviços personalizados, tais como a organização de passeios, o aluguel de veículos, recomendações de restaurantes de qualidade e sugestões de pontos turísticos na cidade.
Os serviços de concierge, ou conciergerie, são uma característica indispensável em todos os hotéis de luxo que buscam assegurar o máximo conforto aos seus hóspedes.
Atualmente, muitos condomínios de alto padrão também oferecem os serviços de um concierge, encarregado não apenas do controle de acesso para moradores e visitantes, mas também disponível 24 horas por dia para auxiliar os condôminos em suas necessidades.
O termo concierge surgiu a partir da expressão francesa “Comte Des Cierges”, que significa “contador de velas”, um cargo comum no século XIX designado a pessoa responsável por cuidar da iluminação e limpeza dos castelos.
No entanto, a maioria dos etimologistas acreditam que a palavra francesa “concierge” deriva do latim medieval consergius / conservus, que pode ser traduzido como “ajudante” ou “serviçal”.
Embora o termo tenha surgido e seja mais aplicado ao ramo da hotelaria, há também outros tipos de concierge, como por exemplo o concierge hospitalar, concierge bancário e o concierge condominial. 

## Definição
Embora geralmente tenham um balcão - chamado conciergeria - na entrada de hoteis, o concierge se diferencia do porteiro ou do recepcionista, pois enquanto estes apenas cuidam da entrada e saída, ou da recepção aos clientes e visitantes, o concierge é responsável por atender a pedidos, desde os mais extravagantes ao mais simples, tais como chamar um táxi, dar informações, sobre o próprio hotel e seus serviços, ou sobre a cidade e seus pontos turísticos, venda de passeios na região, locação de carros, reservas e indicações de restaurantes, ligar para farmácia, floricultura ou tabacaria. 
Há um grande diferencial entre o Concierge da área da Hotelaria tradicional e o Concierge Hospitalar. O da hotelaria tradicional preocupa-se em atender os hóspedes nas solicitações culturais, gastronômicas, turísticas, etc; já o Concierge Hospitalar preocupa-se com a operação do Hospital e na rápida recuperação do paciente. 
O concierge bancário é o serviço oferecido pelos bancos para clientes de contas especiais que contam com assistência personalizada e diferenciada. 
O concierge condominial visa proporcionar maior hospitalidade e assistência aos proprietários, locatários e usuários do condomínio.
Outro ramo de "conciergerie" em nascimento e promessa de expansão é o da maternidade.  Com o estilo de vida moderno muitas gestantes já não contam mais com mães jovens e disponíveis e muito menos com um batalhão de irmãs e cunhadas como antigamente. Hoje cada gestante, não raramente já não tão jovem mais, está por sua própria conta nessa aventura. E às vezes, ainda têm que orquestrar essa fase conturbada a uma carreira. Por isso  já existem pessoas que se anunciam no mercado como concierge de maternidade, executando as tradicionais funções das avós e irmãs: ajudam no enxoval, nas compras, na organização dos chás, e de um modo geral em toda a agenda e compromissos normais de uma mulher gestante.

## Formação
Formados normalmente em Hotelaria, Turismo ou Relações Públicas, esses profissionais atuam diretamente no atendimento ao cliente, sendo ele hóspede ou paciente. 
São profissionais que falam outras línguas estrangeiras. O Inglês é essencial para o desenvolvimento da carreira, assim como para atender o público estrangeiro. 